# Umberto Pomilio
Umberto Pomilio (Chieti, 1890 – Francavilla al Mare, 1964) è stato un chimico e imprenditore italiano.
Dopo essersi laureato in chimica presso l'Università di Napoli e aver seguito corsi di perfezionamento in Germania, elaborò un metodo per l'estrazione della cellulosa dallo sparto e dalla paglia, che gli permise di ottenerne i brevetti tra il 1920 e il 1930. Creò impianti di fabbricazione della cellulosa che seguivano il suo procedimento a Chieti, a Foggia e in Argentina (Rosario di Santa Fè).
Impianto di cellulosa di Chieti
L'impianto di cellulosa di Chieti si trovava presso lo Scalo lungo la via Tiburtina Valeria, inaugurato nel 1938; per l'occasione fu costruito un sobborgo operaio nominato Villaggio Celdit. La fabbrica in crisi fu chiusa e demolita nel 2008, e vi fu costruito il moderno edificio della Camera di Commercio Chieti-Pescara.